# 다운로
다운로(Daun-ro)는 울산광역시 중구 다운동 다운사거리와 울주군 범서읍 서사리 서사사거리를 잇는 울산광역시의 도로이다.

## 주요 경유지
울산광역시
- 중구 (다운동) - 울주군 (범서읍)

## 노선
| 이름                      | 접속 노선                   | 소재지        | 소재지        | 비고          |               |
| 태화로와 직결             | 태화로와 직결               | 태화로와 직결 | 태화로와 직결 | 태화로와 직결 | 태화로와 직결 |
| ------------------------- | --------------------------- | ------------- | ------------- | ------------- | ------------- |
| 다운사거리                | 국도 제7호선 (북부순환도로) | 울산광역시    | 중구          |               |               |
| 다운현대아파트입구 교차로 | 구루미3길 운곡6길           | 울산광역시    | 중구          |               |               |
| 척과교                    |                             | 울산광역시    | 중구          |               |               |
| 다운초교앞 교차로         | 다운13길 다운2길            | 울산광역시    | 중구          |               |               |
| 다운아파트입구 교차로     | 다운3길                     | 울산광역시    | 중구          |               |               |
| 다운동아파트앞 교차로     |                             | 울산광역시    | 중구          |               |               |
| (이름 없음)               | 다전로                      | 울산광역시    | 중구          |               |               |
| 서사사거리                | 서사로                      | 울산광역시    | 울주군        |               |               |
| 두산로와 직결             |                             |               |               |               |               |

## 주요 시설및 건물
- NH농협 중앙농협 다운지점 (울산광역시 중구 다운동 다운로 49)
- GS25 다운장미점 (울산광역시 중구 다운동 다운로 119)
- 태화새마을금고 다전지점 (울산광역시 중구 다운동 다운로 121)
- GS칼텍스 동아주유소 (울산광역시 중구 다운동 다운로 166)